# Ла Либертад (Матаморос, Коавила)
Ла Либертад (шп. La Libertad) насеље је у Мексику у савезној држави Коавила у општини Матаморос. Насеље се налази на надморској висини од 1110 м.

## Становништво
Према подацима из 2005. године у насељу је живело 7 становника.

### Хронологија
| Година       | 2000       | 2005 |
| ------------ | ---------- | ---- |
| Становништво | 14 (8 / 6) | 7    |

### Попис
| # | Индикатор                        | Вредност |
| - | -------------------------------- | -------- |
| 1 | Укупно појединачних домаћинстава | 1        |